# 乙醛脱氢酶
乙醛脱氢酶（acetaldehyde dehydrogenase，缩写ALDH；EC 1.2.1.19 CAS [9028-91-5]）又稱解酒酵素，為醛脱氢酶的一种，负责催化乙醛氧化为乙酸的反应。化学式为：C2477H3874O739N650S19（线粒体乙醛脱氢酶ALDH2化学式为：C2436H3789O726N655S18）
CH3CHO + NAD+ +  CoA ↔ 乙酰CoA + NADH + H+
已知人类的乙醛脱氢酶由三个基因所编码：ALDH1A1、ALDH2 及最近发现的 ALDH1B1（亦称 ALDH5）。

## 结构
半胱氨酸-302为亲核剂，是酶活性中心所在。胞质溶胶与线粒体两种同工酶中的Cy擬訂為s残基均可与标记的碘乙酰胺起反应，烷化后的酶活性受到影响。并且附近序列Gln-Gly-Gln-Cys在人类与马的乙醛脱氢酶中都是保守的，说明Cys-302对催化活性有重要作用。
对肝乙醛脱氢酶的定点突变显示谷氨酸-268也是催化活性所需残基。有突变的酶的活性无法通过另加入一般碱类而恢复，表明此残基可能用于反应初活化半胱氨酸-302，而非仅参与脱酰或氢负转移步骤。
细菌中的酰化乙醛脱氢酶，与依赖金属的4-羟基-2-酮戊酸 醛缩酶形成双功能的二聚体。此复合体负责细菌中有毒芳香化合物的代谢。两单元的结合在活性中心间产生一个疏水的通道，中间体在一边完成反应便被运送至另一端，提高了催化效率并避免了副反应的发生。

## 演化
乙醛脱氢酶主要有两种ALDH1和ALDH2两种同工酶，分别分布在胞质溶胶与线粒体。两者无相同的亚基。它们在核苷酸水平为66%同源，在氨基酸水平则为69%一致，一致程度远低于人类与马ALDH1之间的91%。类比猪线粒体与胞质溶胶的天冬氨酸转氨酶的50%一致性，可得知ALDH1和ALDH2的分化是较早的。

## 在乙醇代谢中的作用
肝中的乙醇脱氢酶负责将乙醇（酒的成分）氧化为乙醛，生成的乙醛作为底物进一步在乙醛脱氢酶催化下转变为无害的乙酸（即醋的成分）。乙醛毒性高于乙醇，是造成宿醉的主要原因之一。而且乙醛被怀疑具有致癌性，它与人类肿瘤的发生存在一定的关系。负责人体内乙醛转化的主要是肝中的乙醛脱氢酶（ALDH），它有两种同功酶，分别分布於胞质溶胶（ALDH1）与线粒体（ALDH2）。两者在催化速率上有很明显的差异，ALDH2对乙醛的K_M低于ALDH1，约后者的1/10，是主要负责乙醛转化的同工酶。
乙醛脱氢酶基因位於12号染色体(12q24.2)，它的主要多态性是rs671，即位於外显子12的G1510A。正常的等位基因记为ALDH2*1，单碱基突变的等位基因记为ALDH2*2。突变基因翻译出的酶中，残基487的谷氨酸变为赖氨酸，造成催化活性基本丧失。
ALDH2*2在人类各族群中的分布是不同的，它基本全部出现在亚洲人上。研究显示中国人ALDH2*2的频率为18%，其中广东汉族最高（31%），武汉汉族12%（页面存档备份，存于），洛阳人15%，上海人25%，台湾人30%，朝鲜人16%，日本人27%，泰国人4%，藏人/蒙古人/菲律宾人/马来人/台湾原住民1-10%，白人~0%，黑人~0%。乙醛脱氢酶是随机组合的四聚体，一个突变型的亚基影响了四聚体的稳定性，进而影响酶的正常表达。研究发现无论携带ALDH2*2的是纯合子(AA)还是杂合子(GA)，四聚的ALDH2均无活性，即ALDH2*2是显性遗传。杂合子GA的ALDH2四个亚基都稳定的概率是(0.5)^4=0.0625=6.25%，因而即使杂合子的野生型与突变等位基因等量表达，其正常的ALDH2的表达量也仅有6.25%。有ALDH2*2突变表达出的亚基的酶无法正常代谢乙醇的氧化产物乙醛，血液乙醛浓度增高，造成一系列饮酒后的不良反应，如脸红、头晕、心跳加快等。而纯合子AA的ALDH2活性近乎为零，最好是滴酒不沾。有ALDH2*2者更易产生饮酒的不良反应，酗酒的可能性也较小。由于ALDH2*2携带者对乙醛代谢较差，有人认为乙醛对肝的损伤是酒精肝在亚洲人群中常见的原因。基于类似机理，有人还研究了食管癌、咽喉癌与肝癌的易感基因与ALDH2*2的关系，发现有一定的关联。（页面存档备份，存于）
药物双硫仑（disulfiram）能够强烈抑制ALDH1的活性，但对ALDH2无影响。它作为戒酒药物即在于它对ALDH的抑制，服药后所摄入乙醇的代谢产物乙醛无法被代谢掉，蓄积在体内从而造成类似严重醉酒的不适症状，使酒瘾者无意继续饮酒，用作戒酒的嫌恶疗法。

## 外链
- 醫學主題詞表（MeSH）：acetaldehyde+dehydrogenase
- rs671 於 ncbi.nlm.nih.gov（页面存档备份，存于）